# 小行星8881
小行星8881（英語：8881 Prialnik）是一颗围绕太阳公转的小行星。1993年3月19日，烏普薩拉－ESO小行星及彗星巡天在拉西拉天文台发现了此天体。
这颗小行星的绝对星等为270.39226等。